# Feistodon
Feistodon ist eine Split-Single der US-amerikanischen Progressive-Metal-/Sludge Band Mastodon und der kanadischen Popsängerin Feist. Sie wurde am 21. April 2012 durch Reprise Records veröffentlicht.

## Entstehung
Im Oktober 2011 spielte Leslie Feist zwei Lieder in der britischen TV-Show Later with Jools Holland. Die Band Mastodon befand sich gleichzeitig im Backstagebereich und waren von Feists Stimme angetan und hegten den Wunsch, einmal mit ihr zusammenzuarbeiten. Eines Tages erfuhr Leslie Feist über MTV, dass Mastodon gerne eine Coverversion eines ihrer Lieder aufnehmen will. Leslie Feist willigte ein und entschloss sich daraufhin, ein Lied von Mastodon zu covern.
Auf einer Website mit Liedtexten suchte sich Leslie Feist das Lied Black Tongue aus, das erste Lied des Mastodon-Albums The Hunter. Der Text würde laut Feist über elementare Sprache verfügen, die sie auch nutzt. Sie nahm ihre Version während eines achtstündigen Zwischenstopps in Los Angeles auf. Mastodon wiederum nahmen ihre Version des Liedes A Commotion, erschienen auf Feists Album Metals, während ihrer Europatournee auf. Laut Mastodons Gitarristen Bill Kelliher entschied sich die Band für dieses Lied, weil es seiner Meinung nach herausragen würde.
Die Split-Single wurde ursprünglich am 21. April 2012 anlässlich des Record Store Days veröffentlicht. Feistodon erschien als eine auf 5.000 Exemplare limitierte 7"-Single, die schnell ausverkauft war. Am 1. August 2012 wurde die Single in digitaler Form neu veröffentlicht. Gleichzeitig wurde ein interaktives Video veröffentlicht, dass beide Versionen des Liedes A Commotion als Mashup beinhaltet. Über einen Regler konnten die Hörer zwischen Feists und Mastodons Version des Liedes hin- und herpendeln.

## Titelliste
1. Mastodon: A Commotion – 4:08
2. Feist: Black Tongue – 3:40

## Rezeption
Für Axl Rosenberg vom Onlinemagazin Metal Sucks ist Feistodon ein „lustiges Experiment, dass überraschenderweise gut funktioniert“. Wer es „nicht besser wüsste würde nie erraten, dass A Commotion nicht von Mastodon wäre“. Rosenberg bewertete die Single mit vier von fünf Hörnern. Joe Pelone vom Onlinemagazin Punknews schrieb, dass „die unwahrscheinlichsten Kombinationen von Künstlern die besten Splits hervorbringen“, was bei Feistodon „eindeutig der Fall wäre“. Mastodons Version von A Commotion wäre „einer der besten Beiträge für den diesjährigen Record Store Day“. Pelone bewertete die Single mit vier von fünf Sternen.